# 澳大利亚皇家空军第450中队
第450中队（英語：No. 450 Squadron）1941年2月在新南威尔士州澳大利亚皇家空军威廉敦站成立，是第二次世界大战期间运作的澳大利亚皇家空军中队，也是澳大利亚根据“帝国航空训练计划”建立的第一个渥太华协定第15条中队。
中队1941年出发前往中东，起初仅有地勤人员，与英国皇家空军第260中队的飞行员组成“第260/450中队”，短暂在叙利亚驾驶颶風戰鬥機作战。1942年2月，第450中队终于拥有自家飞行员开着P-40小鹰战斗机出动。此后15个月中队用战斗机和战斗轰炸機辗转北非和突尼西亞戰役，击毁49架德国或意大利飞机，赢得“沙漠袭扰者”美誉。
1943年7月，第450中队投身西西里岛和意大利战役，主要执行密接空中支援任务，空袭南斯拉夫、西西里岛和意大利境内目标。1945年5月中队开始改配P-51戰鬥機，1945年8月随战争结束解散，从未出动新机执行任务，二战期间共计63人阵亡。经澳大利亚皇家空军同意，第450中队的中队番号现由加拿大皇家空軍第450战术直升机中队采用。

## 历史
1941年2月7日，第450中队在新南威尔士州纽卡斯尔附近的澳大利亚皇家空军威廉敦站成立，是澳大利亚根据“帝国航空训练计划”（Empire Air Training Scheme）建立并在英国军队服役的第一个渥太华协定第15条中队（Article XV squadron），比第451中队（No. 451 Squadron RAAF）早一周。新中队原定以“渗透”为主，起初只有地勤人员，受命到达指令战区后再同有经验的飞行员会合。
“帝国航空训练计划”1939年10月在加拿大渥太華生效，旨在建立澳大利亚、加拿大、英国、新西兰四大英联邦国家人才库，同时创办大量初、中、高级培训学院组成通用培训体系，提升英國皇家空軍的人员训练能力。人员经过高级培训后需前往由英国皇家空军控制，在英国或中东的中队，这些中队可能隶属英国、澳大利亚、加拿大或紐西蘭皇家空軍，但均由英国政府负责开支和管理，人员可能来自任何英联邦国家。二战期间，澳大利亚皇家空军共组建17个渥太华协定第15条中队。

### 中东和北非
第450中队首先由布鲁斯·谢泼德（Bruce Shepherd）空军上尉临时指挥，1941年4月11日在悉尼搭上“伊丽莎白皇后号”运兵船远赴中东，5月3日抵达埃及。戈登·斯蒂格（Gordon Steege）空军少校在英国皇家空军阿布苏耶基地（RAF Abu Sueir）接手指挥权后，第450中队与缺乏地勤人员的英国皇家空军第260中队（No. 260 Squadron RAF）飞行员和颶風戰鬥機合并，组成番号“第260/450中队”（No. 260/450 Squadron）的作战中队。合并后的第260/450中队转移至外约旦安曼，1941年6月29日首次出动，以飓风战斗机空袭维希法国机场和基础设施，配合盟军入侵叙利亚。中队此役只执行十天任务，空袭机场61架次，进攻巡逻20架次，轰炸机护航六架次。
1941年8月，第260中队新增地勤人员，与第450中队人员分离。第450中队转移到黎巴嫩里亚克机场（Rayak airfield）并配备飓风战斗机和迈尔斯教师教练机。十月上旬，中队迎来以澳大利亚人为主的20名澳大利亚、英国和加拿大飞行学员，开始执行作战训练任务。两周后这批飞行员另派他处，第450中队的飞机也因没有飞行员转调。10月20日，中队迁至埃及阿拉伯堡（Burg El Arab），开始执行高级维修、救助和服务任务，为北非战役贡献力量。

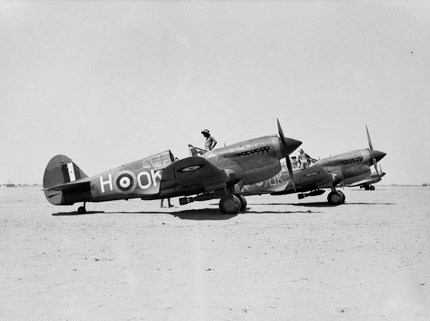
1942年8月，北非西部沙漠的第450中队P-40小鹰战斗机

1941年12月，中队已有飞机员加入并开始接收P-40小鹰战斗机。12月19日，英国皇家空军中东司令部（RAF Middle East Command）发布行政指令，宣布第450和第451中队虽然人员以澳大利亚籍为主，但都是“根据‘帝国航空训练计划’租借并由英国皇家空军负担开支，从任何实际角度出发都应视为英国皇家空军中队”。指令一度引起混乱，经英国空军部（Air Ministry）干预，1942年1月23日发布的公布澄清“第450和第451‘帝国航空训练计划’中队属澳大利亚皇家空军中队”。第450中队同月开始训练，2月19日起投入作战，从英国皇家空军甘布特基地（RAF Gambut）出发在图卜鲁格附近巡逻。行动前几天风平浪静，但三天后雷蒙德·肖（Raymond Shaw）空军中士便在加查拉（Gazala）附近拦截Ju 88轟炸機，是中队首位赢得空战的飞行员。
1942年3月1日，第450中队与澳大利亚皇家空军第3中队（No. 3 Squadron RAAF）和英国皇家空军第112（No. 112 Squadron RAF）和第250中队（No. 250 Squadron RAF）组成“英国皇家空军第239大队”（No. 239 Wing RAF），隶属沙漠航空軍\。第450中队的主要任务是日间护送波士顿轰炸机空袭和袭击地面目标支援英國第八集團軍，这些任务非常危险，部队损失惨重。5月26日埃尔温·隆美尔发动加查拉戰役，所有P-40小鹰戰鬥機的作战重心从空对空战斗转为战斗轰炸，支援英联邦部队转移。5月29日，第450中队包括肖在内的三名飞行员阵亡，摧毁Ju 87俯衝轟炸機两架、Bf 109戰鬥機一架。1942年7月4日，唐·麦克伯尼（Don McBurnie）空军上士在达巴（El Daba）以西执行机场轰炸任务后将一架Bf 110戰鬥機击毁坠海，创下五次独立击杀、一次共享击杀的中队最优战绩。

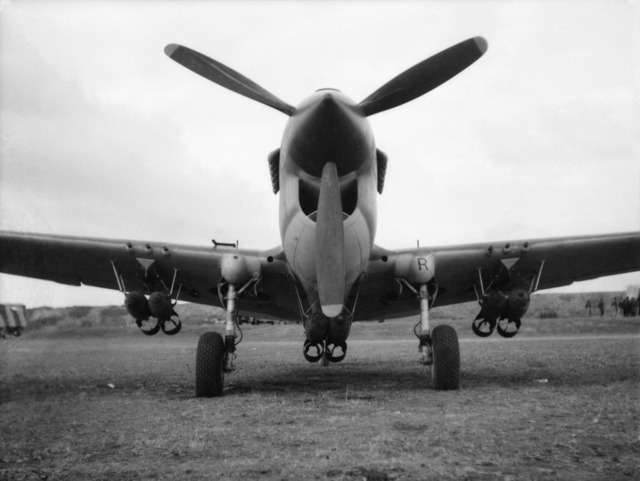
1943年左右停在北非，搭载六杖110公斤炸弹的第450中队P-40小鹰战斗机

1942年10至11月，第450中队投身盟军大胜并扭转战局的第二次阿拉曼战役，空袭敌军机场并在空中击落三架德国或意大利战斗机，但己方也蒙受重大损失，中队战绩领先且担任中队长仅三天的约翰·威廉斯（John Williams）空军少校在1942年10月31日被敌军击落后沦为战俘。盟军在第二次阿拉曼战役后反攻，中队频繁调动，单11月就六次转移。中队经常采用新占领或仓促建造的机场。1942年12月，中队在利比亚大理石拱门（Marble Arch）遇到地雷，导致地勤人员死伤，一架P-40小鹰战斗机被毁。
1942年下半年，第450中队投身突尼西亞戰役，1943年3月已随盟军推进沿马雷斯防线行动，当月共出动三百余架次。部队接下来多次转移，四月中旬到达卡鲁安（Karouan）。四月到五月上旬中队出动350架次，空袭卡本半岛和突尼斯湾的轴心国航运。战役五月中旬结束，中队持续防御巡逻到六月。1942年2月至1943年5月，第450中队在空战共摧毁49架轴心国飞机，已方损失31名飞行员，其中四人死于事故。北非作战为中队赢得“沙漠袭扰者”（The Desert Harassers）美誉，并以“袭扰”（Harass）为格言，两者均源自威廉·乔伊斯的納粹德國政治宣传节目，乔伊斯声称第450中队是“澳大利亚僱傭兵，袭扰战术在納粹德國空軍面前不堪一击”。

### 欧洲
第450中队接下来投身西西里島戰役空袭地面目标。中队1943年7月13日抵达马耳他后进驻英国皇家空军卢加基地，并首度空袭西西里岛卡伦蒂尼。四天后（7月17日）中队转移到帕基诺并继续空袭地面目标。8月1日，第450和另外三个中队迁至卡塔尼亞附近的阿尼奥内，并在8月11日开始执行密接空中支援任务，与埃特纳火山周边盟军地面部队密切合作。8月11日晚，中队所在机场遭Ju 88轰炸机投下的燃烧弹、杀伤弹和高爆弹袭击，轰炸持续超一小时。第450中队人员所在地距机场还有一定距离，所以只有一名澳大利亚军人受伤，但其他部队共有12人死亡，60人受伤。机场共计18架澳大利亚皇家空军P-40小鹰战斗机被毁，其中第450中队占11架，但驻机场的两个澳大利亚皇家空军中队还是在第二天出击22架次。
1943年9月盟军攻入意大利本土初期，第450中队为轰炸机护航，支援第八集团军登陆。九月中旬，中队从格罗塔列（Grottaglie）出发执行空中密接支援任务并打击敌方航运，并在9月21日空袭曼弗雷多尼亞时击沉两艘船只。十月中队先后转战福賈和米利尼（Mileni），在米利尼，中队短暂离开战场换装新型号P-40小鹰战斗机，11月下旬恢复战斗。1943年12月，中队迁至意大利亚得里亚海中部海岸泰尔莫利附近的库泰拉（Cutella），但因严冬天气恶劣行动受限。库泰拉机场靠近海滩，1944年1月1日因暴雨引发风暴潮被淹，部分飞机受损。

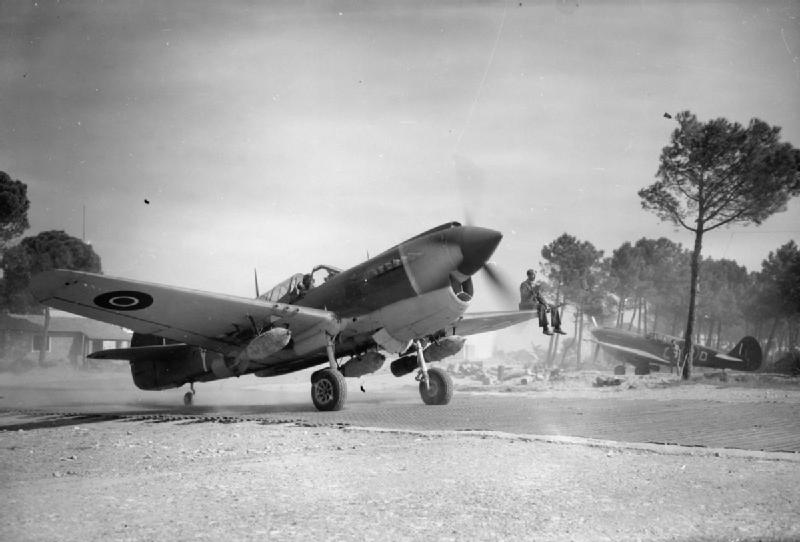
1945年初意大利切尔维亚的第450中队P-40小鹰战斗机

第450中队的威廉斯和雷金纳德·基拉斯（Reginald Kierath）空军上尉被俘后与其他盟军战俘关在德国东部航空主战俘营3号（Stalag Luft III）。1944年3月，两人参与“大逃亡”越狱失败，与其他48名战俘死于盖世太保之手。威廉斯是悉尼人，就义时年仅27岁，1938年接受短期服役委任故属英国皇家空军军官。基拉斯是新南威尔士州纳罗迈恩（Narromine）出生的澳大利亚皇家空军军官，牺牲时只有29岁。
1944年1月，第450中队攻击敌方航运并支援地面部队，空袭達爾馬提亞近海和希贝尼克港内目标，以及韦拉卢卡（Velaluka）港和泽拉（Zera）港周边。中队三月袭击意大利境内火车，四月任务更加繁重，共出动430架次。1944年4月29日，美国陆军航空军P-47戰鬥機误炸库泰拉。第450中队没有人员伤亡或飞机被毁，但海空救援部队的水上飛機驾驶员丧生，还有地勤人员受伤，第3中队一架P-40小鹰战斗机被毁，多架受损。第450中队五月迁至圣安杰洛（San Angelo），联合其他P-40小鹰战斗机中队反复空袭苏比亚科附近两百辆汽车组成的庞大车队，共摧毁或击伤123辆汽车。第450中队此后以意大利中部和北部机场为基地，根据陆军航空联络官要求出动战斗轰炸机空袭目标，六至七月共出动上千架次。澳大利亚P-40小鹰战斗机部队因打击精准赢得赞誉，第450中队执行7月12日的任务后，第八集团军向第239大队总部发电报：“轰炸出色、表现精彩，感谢你们。无需继续空袭。”

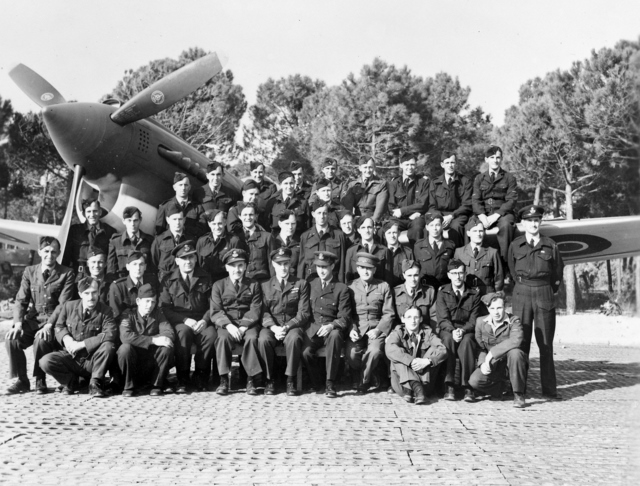
1945年5月第450中队人员合影

1944年8至9月，第450中队投入进攻哥德防線的大型攻势。八月上旬中队空袭炮兵部队期间损失三架P-40小鹰战斗机，此后的空袭目标包括火车、装甲和集结部队。中队迁至意大利东北沿海的法諾，从11月开始空袭南斯拉夫境内德军。1944年下半年中队补充的飞行员包括澳大利亚皇家空军25人，英国皇家空军七人，南非空軍五人。1945年2月，第450中队开始从切尔维亚出击，这个月因炸弹引爆过早导致三名飞行员丧生。3月21日中队投身针对威尼斯港的大型空袭“圆顶帽行动”，击沉商船、鱼雷艇、蒸汽船各一艘，并摧毁五座仓库及其他港口基础设施。
随着欧洲战场落幕，第450中队于1945年5月转移到意大利东北部烏迪內以南数英里的拉瓦里亚诺（Lavariano），开始用P-51戰鬥機取代P-40小鹰战斗机。1945年8月20日，中队在拉瓦里亚诺解散。战争期间全中队共有63人阵亡，其中49人是澳大利亚籍。

## 影响
战争结束后澳大利亚皇家空军没有恢复第450中队，但中队番号1968年3月起由加拿大皇家空军第450战术直升机中队（450 Tactical Helicopter Squadron）采用。此举纯属行政失误，加拿大二战期间组建的400系列中队是从400号编至449号。加拿大皇家空军和澳大利亚皇家空军随后达成协议，直升机中队保留番号。第450战术直升机中队基地位于南安大略佩塔瓦瓦（Petawawa），配备CH-47支努干直升机。
2008年4月，第450中队首任中队长戈登·斯蒂格成为澳大利亚皇家空军中队协会赞助人，他在2013年9月以95岁高龄谢世。

## 装备战机

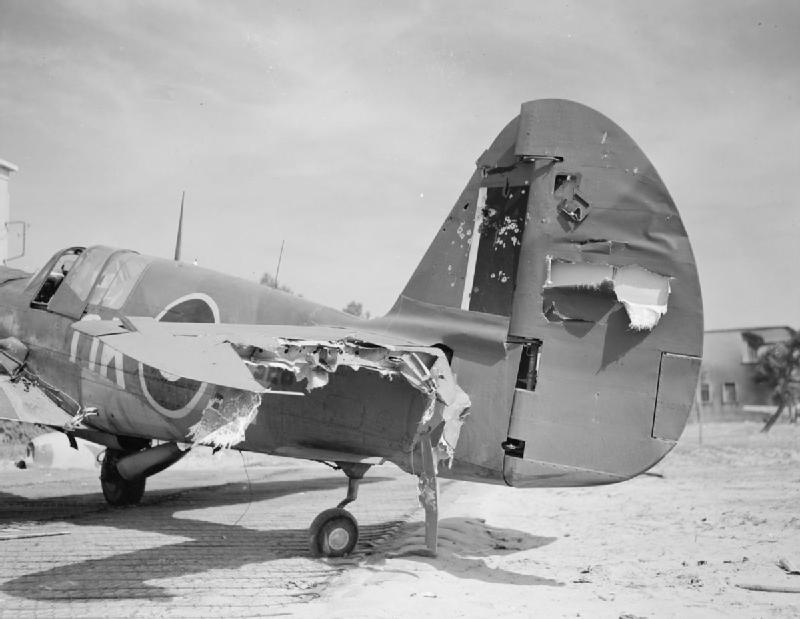
高射炮打击后的第450中队P-40小鹰Mk.IV战斗机，1945年摄于意大利切尔维亚

第450中队装备的战机如下：
| 起         | 止         | 机种           | 型号   |
| ---------- | ---------- | -------------- | ------ |
| 1941年5月  | 1941年12月 | 颶風戰鬥機     | Mk.I   |
| 1941年12月 | 1942年9月  | P-40小鹰战斗机 | Mk.I   |
| 1942年     | 1942年9月  | P-40小鹰战斗机 | Mk.Ia  |
| 1942年9月  | 1943年10月 | P-40小鹰战斗机 | Mk.III |
| 1943年10月 | 1945年8月  | P-40小鹰战斗机 | Mk.IV  |
| 1945年5月  | 1945年8月  | P-51戰鬥機     | Mk.III |

## 基地

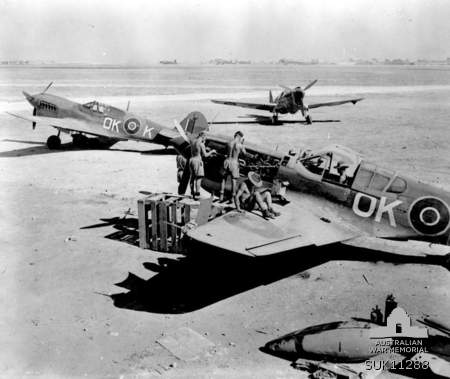
1943年盟军入西西里岛期间，第450中队地勤人员在马耳他基地为P-40小鹰战斗轰炸机进行作战准备

第450中队曾在以下基地或机场行动：
| 起             | 止             | 基地或机场                           | 备注                                 |
| -------------- | -------------- | ------------------------------------ | ------------------------------------ |
| 1941年2月16日  | 1941年4月9日   | 新南威尔士州澳大利亚皇家空军威廉敦站 |                                      |
| 1941年4月9日   | 1941年5月12日  | 前往中东                             |                                      |
| 1941年5月12日  | 1941年6月23日  | 埃及英国皇家空军阿布苏耶基地         |                                      |
| 1941年6月23日  | 1941年6月29日  | 巴勒斯坦英国皇家空军阿基尔基地       |                                      |
| 1941年6月29日  | 1941年7月11日  | 约旦英国皇家空军安曼基地             |                                      |
| 1941年7月11日  | 1941年7月18日  | 叙利亚大马士革                       |                                      |
| 1941年7月18日  | 1941年8月4日   | 巴勒斯坦英国皇家空军海法基地         |                                      |
| 1941年8月4日   | 1941年8月19日  | 巴勒斯坦英国皇家空军巴萨基地         |                                      |
| 1941年8月19日  | 1941年10月25日 | 黎巴嫩里亚克机场                     |                                      |
| 1941年10月25日 | 1941年12月12日 | 埃及英国皇家空军阿拉伯堡基地         |                                      |
| 1941年12月12日 | 1942年1月30日  | 埃及LG.207/LG 'Y'（卡萨辛）          |                                      |
| 1942年1月30日  | 1942年2月16日  | 埃及LG.12（北西迪哈尼什机场）        |                                      |
| 1942年2月16日  | 1942年2月22日  | 利比亚LG.139（甘布特主机场）         | 利比亚英国皇家空军阿德姆基地留有分队 |
| 1942年2月22日  | 1942年3月9日   | 利比亚LG.142/143（甘布特卫星机场）   |                                      |
| 1942年3月9日   | 1942年4月16日  | 利比亚LG.139（甘布特主机场）         |                                      |
| 1942年4月16日  | 1942年6月17日  | 利比亚LG.142/143（甘布特卫星机场）   |                                      |
| 1942年6月17日  | 1942年6月18日  | 利比亚LG.148/西迪阿泽兹机场          |                                      |
| 1942年6月18日  | 1942年6月24日  | 埃及LG.75                            |                                      |
| 1942年6月24日  | 1942年6月27日  | 埃及LG.102                           |                                      |
| 1942年6月27日  | 1942年6月30日  | 埃及LG.106                           |                                      |
| 1942年6月30日  | 1942年10月2日  | 埃及LG.91                            |                                      |
| 1942年10月2日  | 1942年10月14日 | 埃及LG.224/西开罗机场                |                                      |
| 1942年10月14日 | 1942年11月6日  | 埃及LG.175                           |                                      |
| 1942年11月6日  | 1942年11月9日  | 埃及LG.106                           |                                      |
| 1942年11月9日  | 1942年11月11日 | 埃及LG.101                           |                                      |
| 1942年11月11日 | 1942年11月14日 | 埃及LG.76                            |                                      |
| 1942年11月14日 | 1942年11月15日 | 利比亚LG.139（甘布特1号机场）        |                                      |
| 1942年11月15日 | 1942年11月19日 | 利比亚加查拉机场                     |                                      |
| 1942年11月19日 | 1942年12月8日  | 利比亚马图巴机场                     | 利比亚安泰拉特机场留有分队           |
| 1942年12月8日  | 1942年12月18日 | 利比亚比兰达机场                     |                                      |
| 1942年12月     | 1943年1月1日   | 利比亚大理石拱门机场                 |                                      |
| 1943年1月1日   | 1943年1月9日   | 利比亚阿勒姆切尔机场                 |                                      |
| 1943年1月9日   | 1943年1月18日  | 利比亚哈姆莱尔特3号机场              |                                      |
| 1943年1月18日  | 1943年1月24日  | 利比亚塞达达机场                     |                                      |
| 1943年1月24日  | 1943年2月14日  | 利比亚英国皇家空军贝尼托堡基地       |                                      |
| 1943年2月14日  | 1943年3月8日   | 利比亚阿萨机场                       | 突尼斯本加尔丹机场留有分队           |
| 1943年3月8日   | 1943年3月21日  | 突尼斯奈法蒂亚机场                   |                                      |
| 1943年3月21日  | 1943年4月6日   | 突尼斯梅德宁机场                     |                                      |
| 1943年4月6日   | 1943年4月14日  | 突尼斯哈玛机场                       |                                      |
| 1943年4月14日  | 1943年4月18日  | 突尼斯杰姆机场                       |                                      |
| 1943年4月18日  | 1943年5月18日  | 突尼斯东阿勒姆机场                   |                                      |
| 1943年5月18日  | 1943年7月13日  | 利比亚祖瓦拉机场                     |                                      |
| 1943年7月13日  | 1943年7月18日  | 马耳他英国皇家空军卢加基地           |                                      |
| 1943年7月18日  | 1943年8月2日   | 意大利西西里岛帕基诺机场             |                                      |
| 1943年8月2日   | 1943年9月16日  | 意大利西西里岛阿尼奥内机场           |                                      |
| 1943年9月16日  | 1943年9月23日  | 意大利格罗塔列机场                   |                                      |
| 1943年9月23日  | 1943年10月3日  | 意大利巴里机场                       |                                      |
| 1943年10月3日  | 1943年10月27日 | 意大利福贾主机场                     |                                      |
| 1943年10月27日 | 1943年12月28日 | 意大利米利尼机场                     |                                      |
| 1943年12月28日 | 1944年5月22日  | 意大利库泰拉机场                     |                                      |
| 1944年5月22日  | 1944年6月12日  | 意大利圣安杰洛机场                   |                                      |
| 1944年6月12日  | 1944年6月23日  | 意大利圭多尼亚机场                   |                                      |
| 1944年6月23日  | 1944年7月9日   | 意大利法莱里姆机场                   |                                      |
| 1944年7月9日   | 1944年8月28日  | 意大利克雷蒂机场                     |                                      |
| 1944年8月28日  | 1944年9月11日  | 意大利耶西机场                       |                                      |
| 1944年9月11日  | 1944年9月20日  | 意大利福亚诺机场                     |                                      |
| 1944年9月20日  | 1944年11月17日 | 意大利耶西机场                       |                                      |
| 1944年11月17日 | 1945年2月25日  | 意大利法诺机场                       |                                      |
| 1945年2月25日  | 1945年5月19日  | 切尔维亚机场意大利                   |                                      |
| 1945年5月19日  | 1945年8月20日  | 意大利拉瓦里亚诺                     |                                      |

## 指挥官

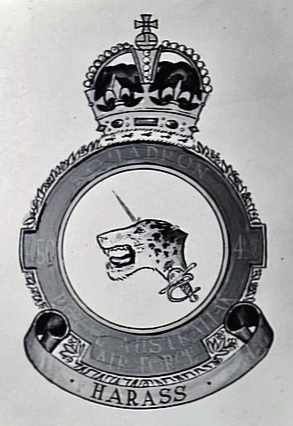
1943年7月第450中队徽章原版设计

第450中队的指挥官如下：
| 就职           | 姓名                                 |
| -------------- | ------------------------------------ |
| 1941年3月25日  | 布鲁斯·麦克雷·谢泼德空军上尉（临时） |
| 1942年5月31日  | 戈登·斯蒂格空军少校                  |
| 1942年5月7日   | 艾伦·道格拉斯·弗格森空军少校         |
| 1942年10月18日 | 约翰·埃德温·阿什利·威廉斯空军少校    |
| 1942年11月2日  | M·H·C·巴伯空军少校                   |
| 1943年3月16日  | 约翰·菲利普·巴特尔空军少校           |
| 1943年11月6日  | 西德尼·乔治·威尔士曼空军少校         |
| 1943年12月6日  | 肯尼斯·罗伊斯·桑兹空军少校           |
| 1944年4月7日   | 雷·特雷弗·哈德森空军少校             |
| 1944年6月15日  | 约翰·丹尼斯·格里森空军少校           |
| 1944年10月25日 | 杰克·卡莱尔·道尔空军少校             |

## 脚注
1. 1 2 3  Rawlings（1978年），第441页
2. 1 2  Halley（1988年），第473页
3. 1 2 3 4 5 6  AWM450Sqn.
4. ↑  Flintham & Thomas（2003年），第68页
5. ↑  Shores & Williams（1994年），第68页
6. ↑  Barnes（2000年），第250, 255页
7. ↑  Eather（1995年），第103, 105页
8. ↑  RAAF Historical Section（1995年），第105页
9. ↑  Gillison（1962年），第79–89页
10. ↑  Barnes（2000年），第3页
11. 1 2 3  Barnes（2000年），第254页
12. ↑  Bruce McRae Shepherd
13. 1 2 3  Barnes（2000年），第250页
14. ↑  RAAF Historical Section & 1995，第105–106页
15. 1 2 3 4 5  Eather（1995年），第103页
16. 1 2  RAAF Historical Section（1995年），第106页
17. ↑  Herington（1954年），第95页
18. ↑  Barnes（2000年），第250–251页
19. 1 2  Barnes（2000年），第251页
20. ↑  Herington（1954年），第218页
21. ↑  Herington（1954年），第120–121页
22. ↑  Thomas & 2005，第46页
23. ↑  Brown & 1983，第259页
24. ↑  Brown & 1983，第115页
25. ↑  Shores，Ring & 1969，第114–115页
26. ↑  Shores & Ring（1969年），第116页
27. ↑  Brown（1983年），第117–118页
28. ↑  Brown（1983年），第139–140, 263页
29. ↑  Shores & Ring（1969年），第140, 240页
30. 1 2  RAAF Historical Section（1995年），第108页
31. ↑  AWMWilliams.
32. ↑  Barnes（2000年），第251–252页
33. ↑  Eather（1995年），第103–104页
34. ↑  RAAFMPC.
35. 1 2 3 4  Barnes（2000年），第252页
36. 1 2 3 4  Eather（1995年），第104页
37. ↑  Brown（1983年），第293–294, 299–300页
38. ↑  Turner（1999年），第88页
39. ↑  RAAF Historical Section（1995年），第109页
40. ↑  Wilson（2005年），第100–101页
41. ↑  Herington（1954年），第578页
42. 1 2 3 4 5  Barnes（2000年），第253页
43. ↑  Herington（1963年），第70页
44. 1 2  Edlington（2004年）
45. ↑  . 倫敦憲報. 1938-04-12.
46. ↑  Reginald Victor Kierath.
47. ↑  Franks（2003年），第108页
48. ↑  Herington（1963年），第111页
49. ↑  RAAF Historical Section（1995年），第110页
50. ↑  Herington（1963年），第344–345页
51. ↑  Herington（1963年），第345页
52. ↑  Herington（1963年），第346–349页
53. ↑  Herington（1963年），第353页
54. ↑  Herington（1963年），第350页
55. ↑  RAAF Historical Section（1995年），第110–111页
56. 1 2 3  RAAF Historical Section（1995年），第111页
57. ↑  450 Tactical Helicopter Squadron.
58. ↑  450 Tactical Helicopter Squadron reborn.
59. ↑  First commanding officer.
60. ↑  Tributes and celebrations.
61. 1 2  Rawlings（1978年），第442页
62. ↑  Halley（1988年），第474页
63. 1 2  Jefford（2001年），第94页
64. ↑  Halley（1988年），第473–474页
65. ↑  MEB0284.
66. ↑  Barnes（2000年），第264页
67. ↑  RAAF Historical Section（1995年），第107, 111页

## 扩展阅读
- Barton, Leonard L. . Mosman, New South Wales: Astor. 1991. ISBN 9780646034829.
- James, George A. (ed.). . Illawong, New South Wales: 450 Squadron (RAAF) Association. 1996. ISBN 9780646278636.
- Officer, George John 'Gus' (ed.). . Victoria: David and John Officer. 2008. ISBN 9780646502502.
- Williams, Louise (ed.). . Crows Nest, New South Wales: Allen & Unwin. 2015. ISBN 9781743313893.
- Nipperess, Sandra G. (ed.). . Cessnock, New South Wales: 450 Squadron RAAF Association Inc. 2017. ISBN 9780648087205.